# Elecciones generales de Túnez de 1989
Las elecciones generales de Túnez se llevaron a cabo el 2 de abril de 1989. Fueron las primeras elecciones presidenciales desde 1974, luego de que Habib Burguiba fuera declarado presidente vitalicio en 1975. Sin embargo, el presidente interino Zine El Abidine Ben Ali fue el único candidato debido a que fue el único que obtuvo el apoyo de 30 figuras políticas, como requería la constitución. Por lo tanto, fue elegido sin oposición.
En la Cámara de Diputados, el partido de Ben Ali, la Agrupación Constitucional Democrática o RCD, obtuvo el 80% de los votos, mientras que los demás partidos no obtuvieron la suficiente cantidad para acceder al parlamento, por lo que el legislativo fue dominado por la RCD. La participación electoral fue del 76.5% en las legislativas, y 76.1% en las presidenciales.

## Resultados

### Presidencial
| Candidatos               | Candidatos               | Partidos                              | Votos     | %      |
| ------------------------ | ------------------------ | ------------------------------------- | --------- | ------ |
|                          | Zine El Abidine Ben Ali  | Agrupación Constitucional Democrática | 2.087.028 | 100    |
| Votos en blanco/anulados | Votos en blanco/anulados | Votos en blanco/anulados              | 15.348    | -      |
| Total                    | Total                    | Total                                 | 2.102.351 | 100.00 |

### Legislativas
| Partidos                 | Partidos                                 | Votos     | %         | Escaños | +/–   |
| ------------------------ | ---------------------------------------- | --------- | --------- | ------- | ----- |
|                          | Agrupación Constitucional Democrática    | 1.633.004 | 80.6      | 141     | +16   |
|                          | Movimiento de los Demócratas Socialistas | 76.250    | 3.8       | -       | Nuevo |
|                          | Partido de la Unidad Popular             | 13.596    | 0.7       | -       | Nuevo |
|                          | Unión Democrática Unionista              | 7.912     | 0.4       | -       | Nuevo |
|                          | Coalición de Izquierdas                  | 7,619     | 0.3       | -       | Nuevo |
|                          | Partido Progresista Socialista           | 5.720     | 0.4       | -       | Nuevo |
|                          | Partido Social Liberal                   | 5.270     | 0.3       | -       | Nuevo |
|                          | Agrupación Socialista Progresista        | 4.054     | 0.2       | -       | Nuevo |
|                          | IRSP                                     | 1.224     | 0.1       | -       | Nuevo |
|                          | Independientes                           | 277.155   | 13.7      | -       | -     |
| Votos válidos            | Votos válidos                            | 2.041.883 | 98.4      | 141     | +16   |
| Votos en blanco/anulados | Votos en blanco/anulados                 | 31.836    | 1.6       |         |       |
| Total                    | Total                                    | 2.073.719 | 100.0     |         |       |
| Participación            | Participación                            | 76.5      | 76.5      |         |       |
| Electorado               | Electorado                               | 2.711.925 | 2.711.925 |         |       |
| Fuente: Nohlen et al.    |                                          |           |           |         |       |